# Slivice
Slivice je naselje u slovenskoj Općini Cerknici. Slivice se nalazi u pokrajini Notranjskoj i statističkoj regiji Notranjsko-kraškoj. 

## Stanovništvo
Prema popisu stanovništva iz 2002. godine naselje je imalo 154 stanovnika.